# Biserica evanghelică din Jelna

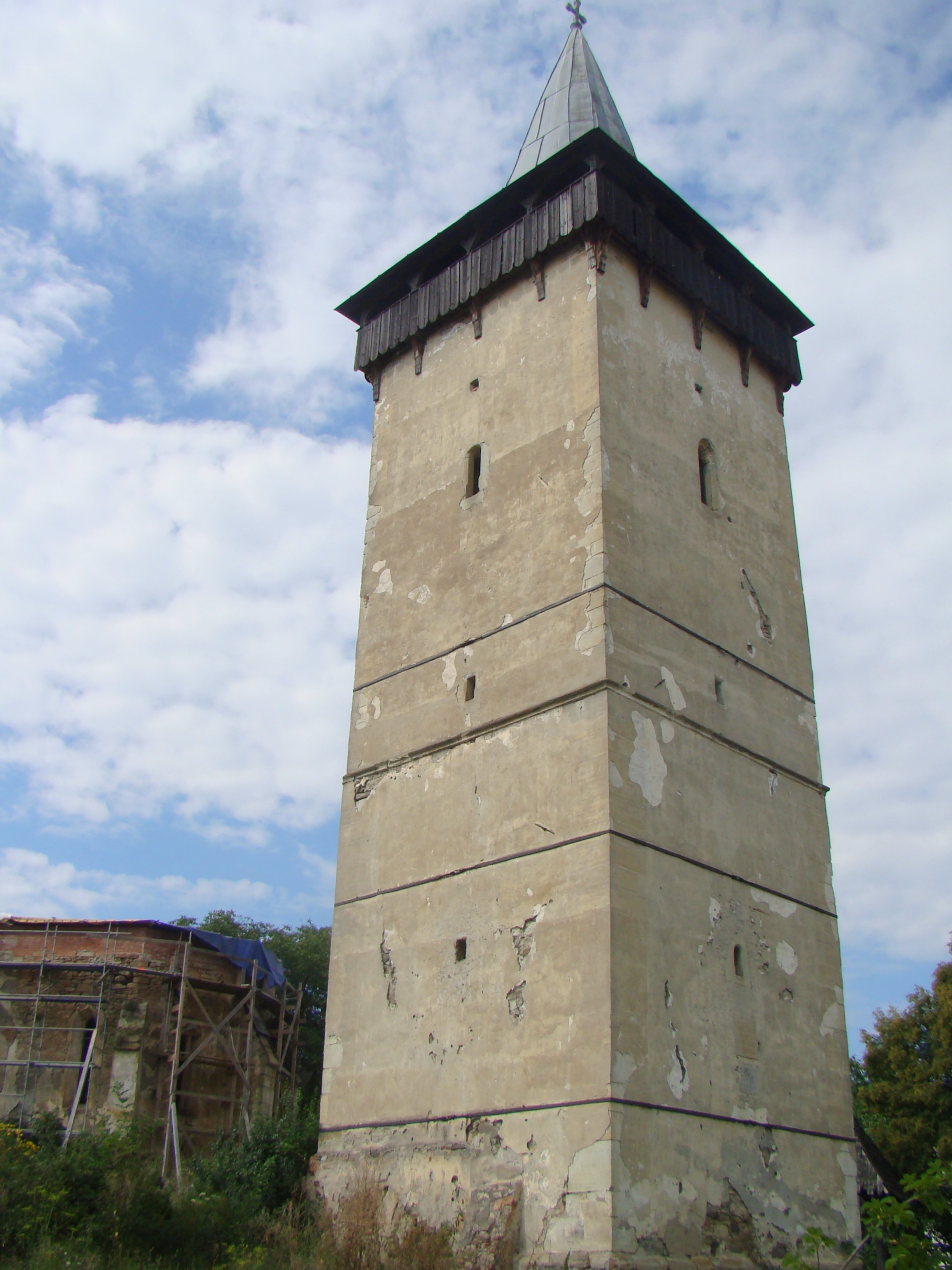
Turnul-clopotniță monumental, amplasat în sud-est, datând de la 1560, ce avea acces asigurat doar dinspre interiorul curtinei de ziduri

Biserica evanghelică din Jelna este un ansamblu de monumente istorice aflat pe teritoriul satului Jelna, comuna Budacu de Jos. În Repertoriul Arheologic Național, monumentul apare cu codul 32731.03.
Ansamblul este format din trei monumente:
- Biserica evanghelică C.A. (ruine) (cod LMI BN-II-m-A-01663.01)
- Turn clopotniță, azi proprietatea parohiei ortodoxe (cod LMI BN-II-m-A-01663.02)
- Zid de incintă (ruină), cu poartă acces (cod LMI BN-II-m-A-01663.03)

## Localitatea
Jelna, mai demult Jălna (în dialectul săsesc Sänderf, Zändref, Zändraf, în germană Senndorf, Sellendorf, în maghiară Kiszsolna, Zsolna) este un sat în comuna Budacu de Jos din județul Bistrița-Năsăud, Transilvania, România.

## Biserica
Biserica evanghelică din Jelna face parte dintre bisericile-sală. Absida și corul altarului sunt acoperite cu ogive gotice, care au console reprezentând capete de figuri umane. Pereții absidei altarului conservă fresce datând din secolul al XV-lea, după cum demonstrează câteva fragmente ce au apărut de sub tencuieli. Nava a avut bolți baroce, în prezent prăbușite, biserica fiind în stare de ruină. În vecinătatea bisericii se află un monumental turn-clopotniță, datând din secolul al XVI-lea și care formează, împreună cu incinta circulară, un sistem de apărare.
Sunt necesare lucrări urgente de restaurare pentru salvarea acestui monument.

## Imagini

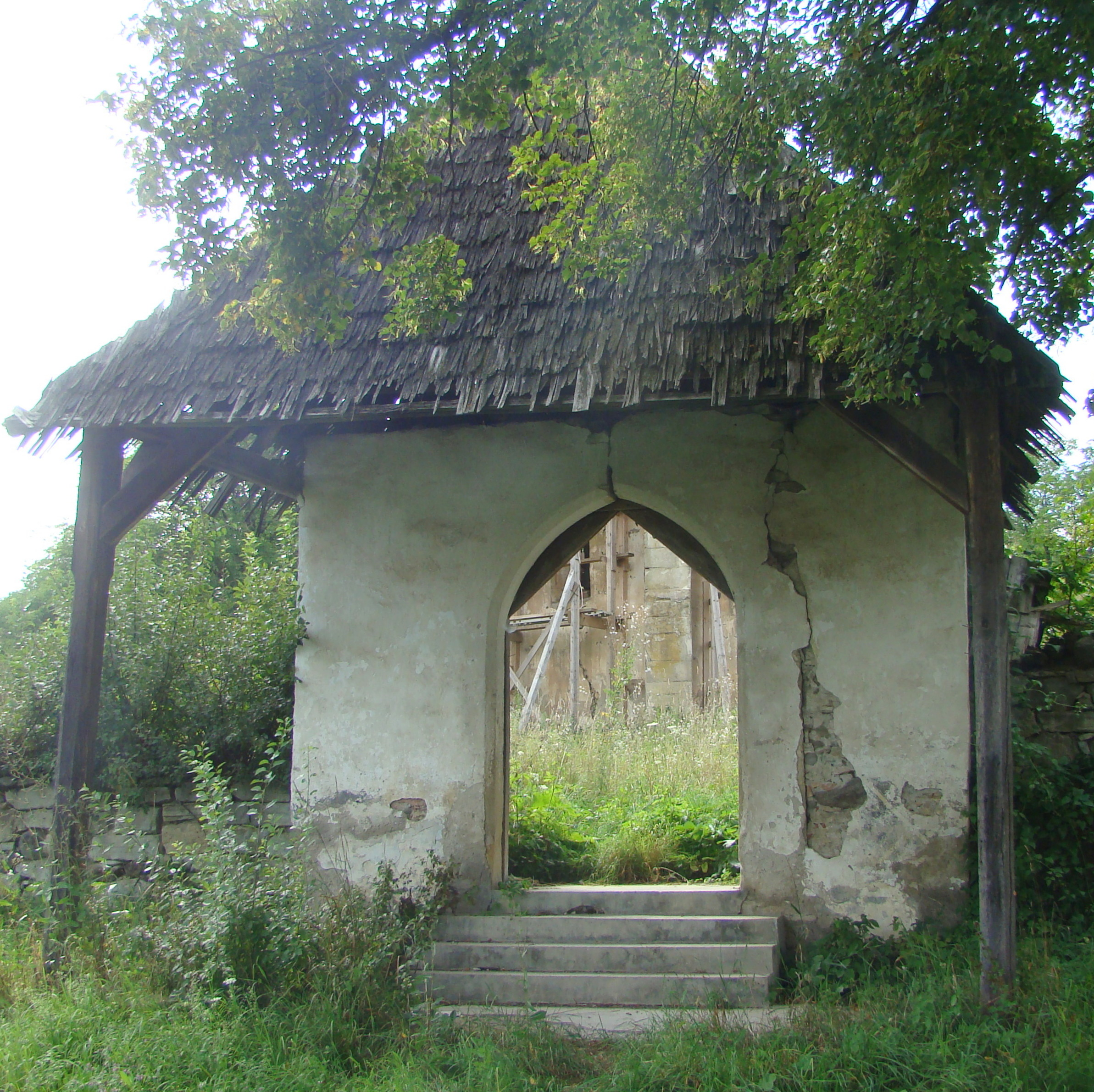
Poarta de intrare în interiorul incintei, aflată la est de biserică
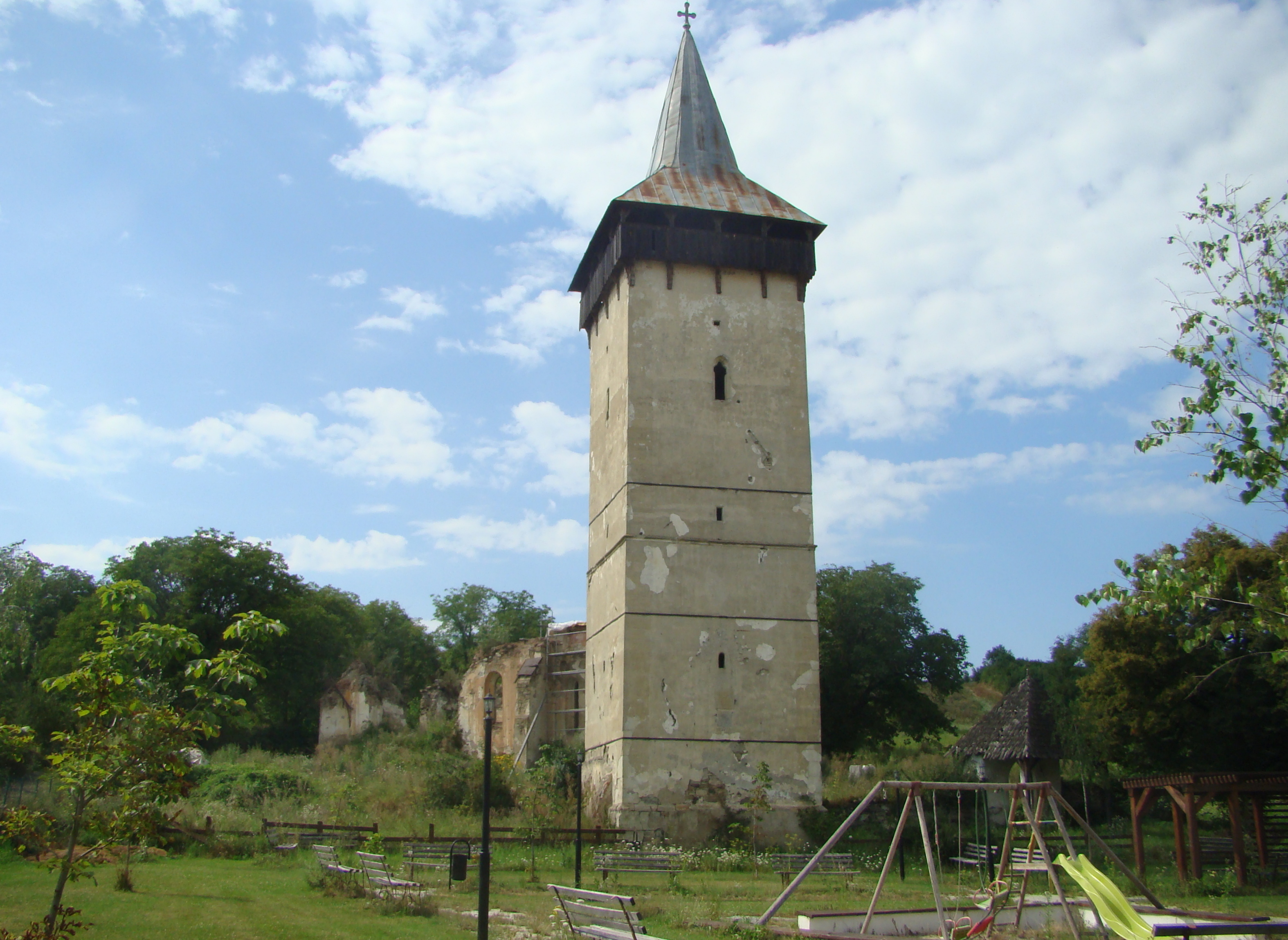
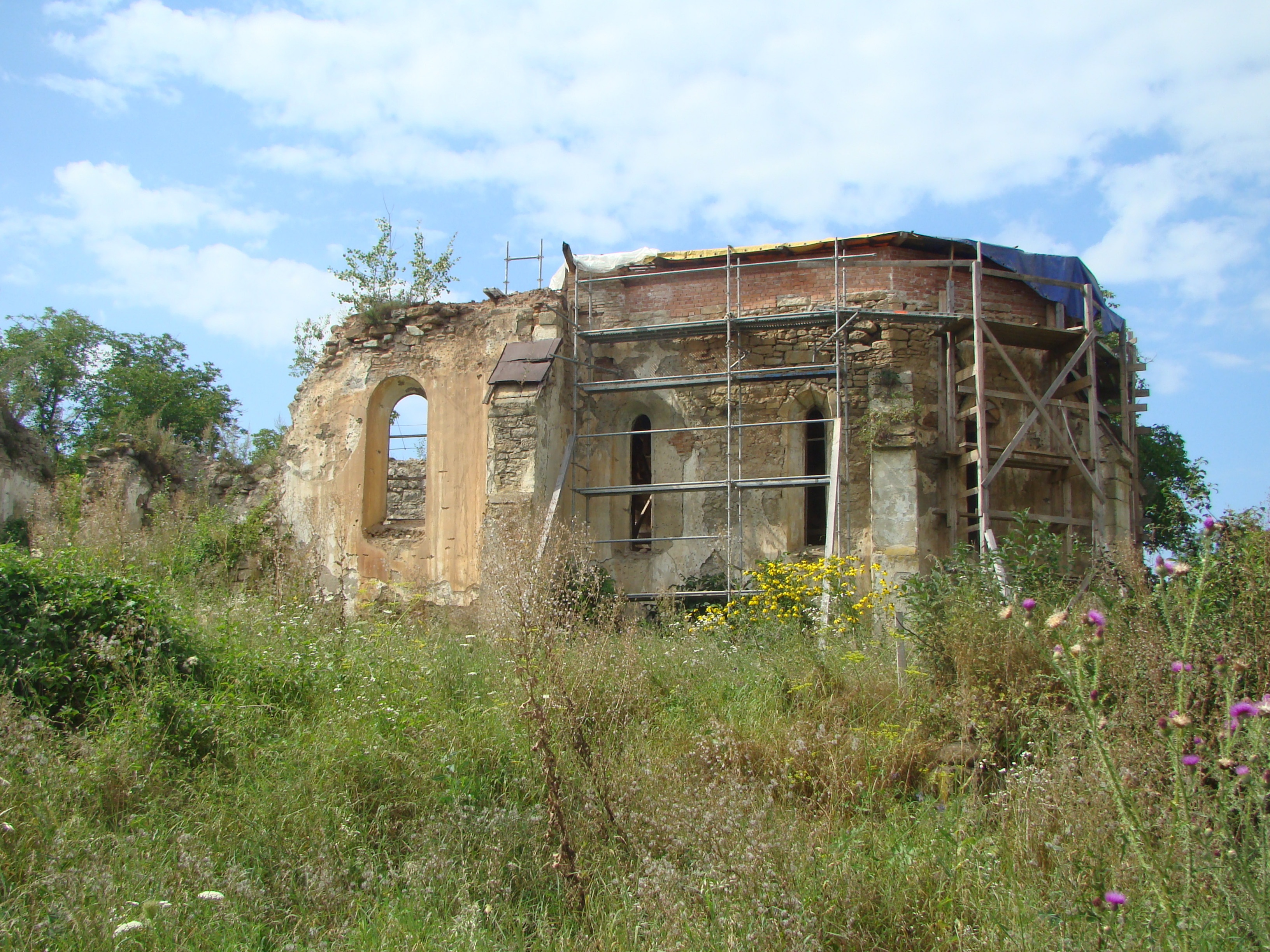
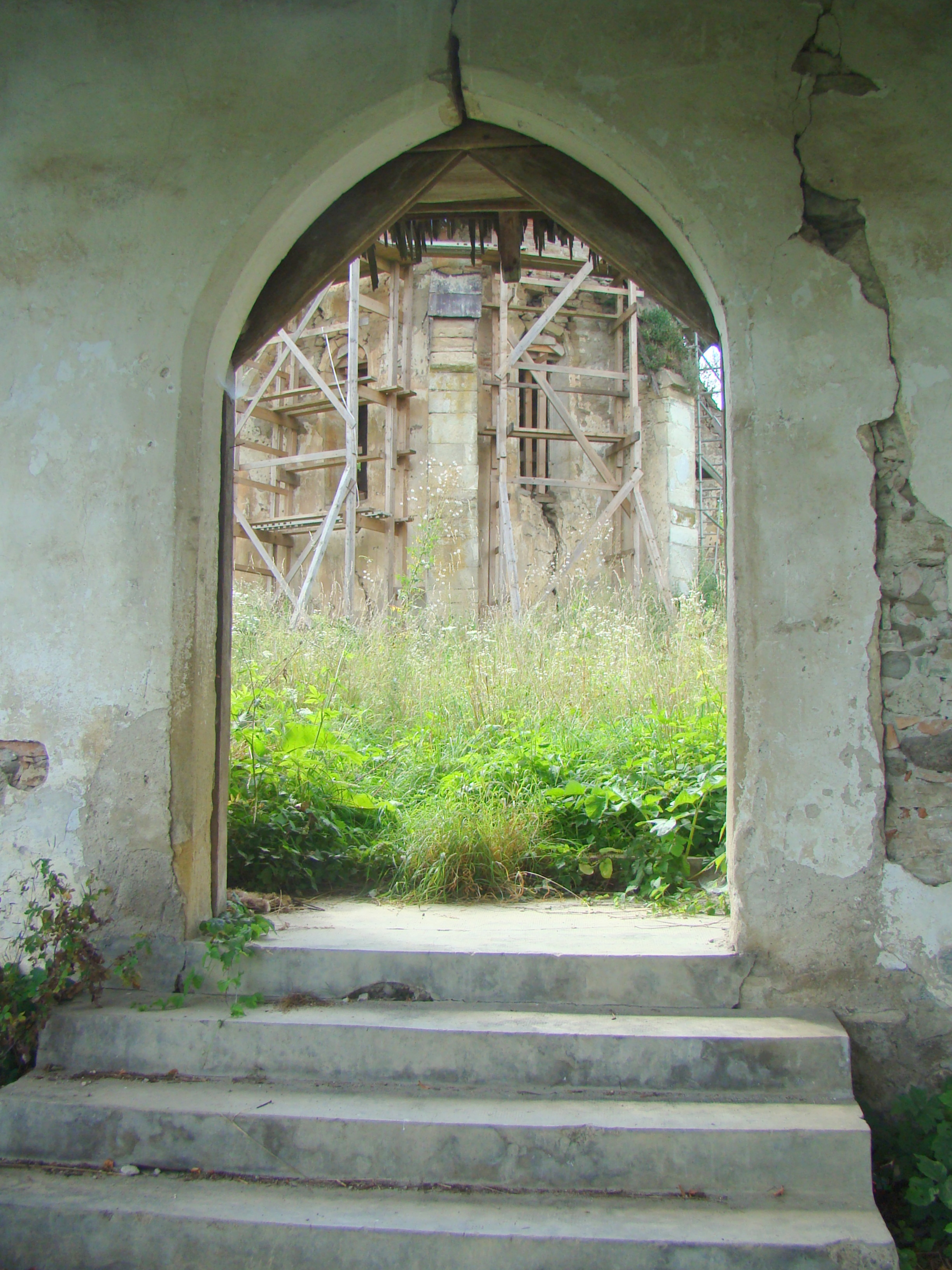
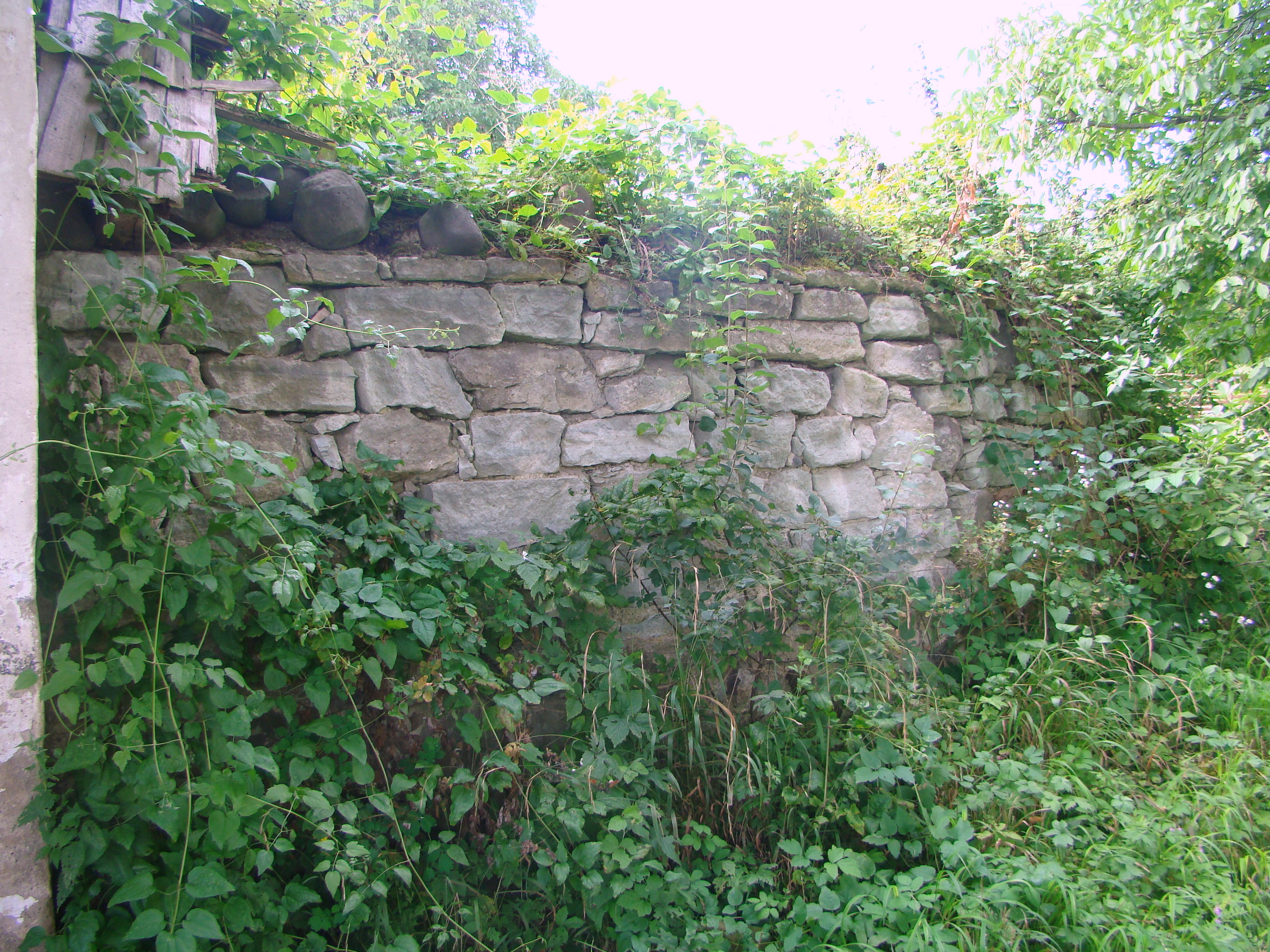
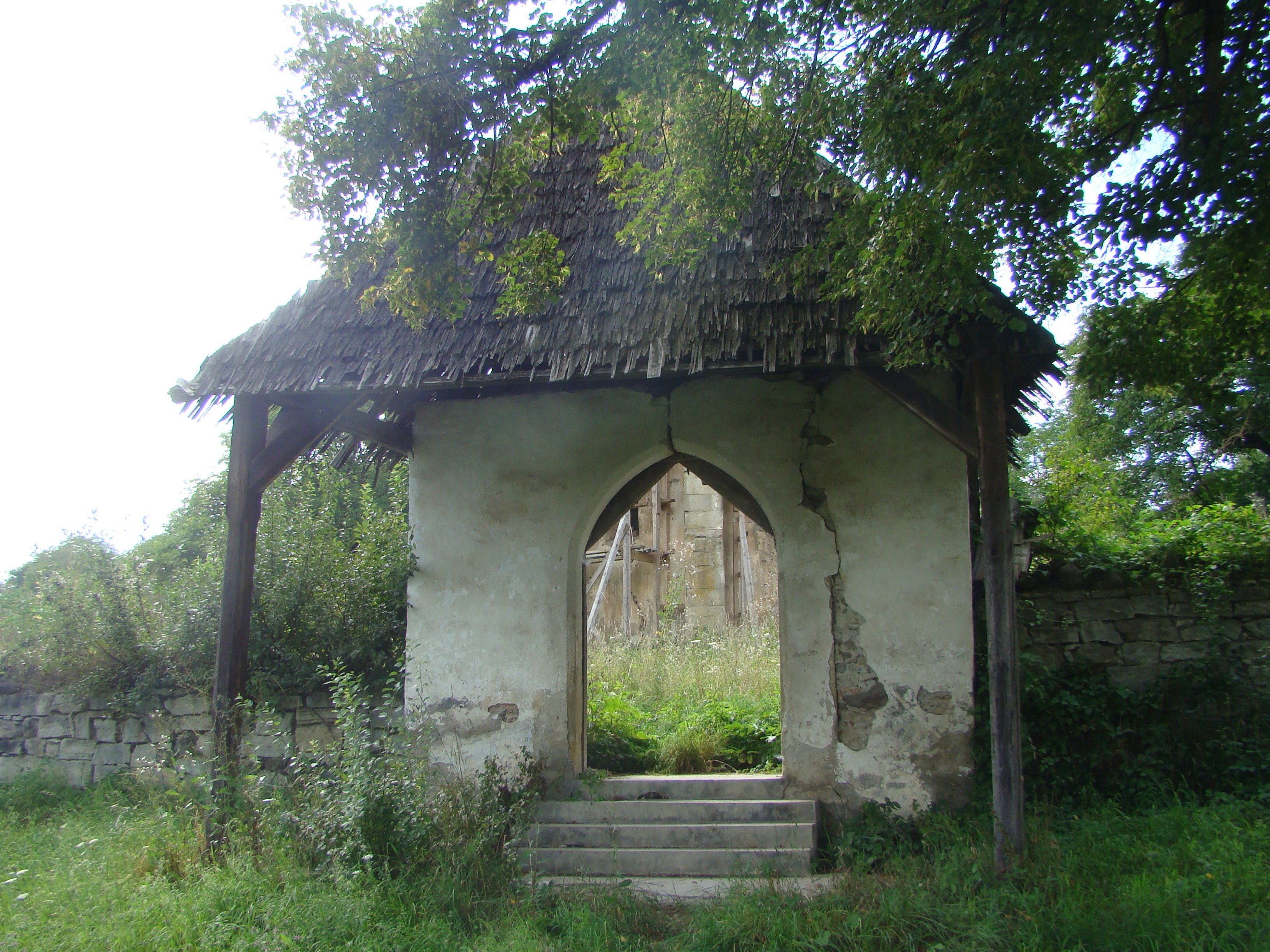
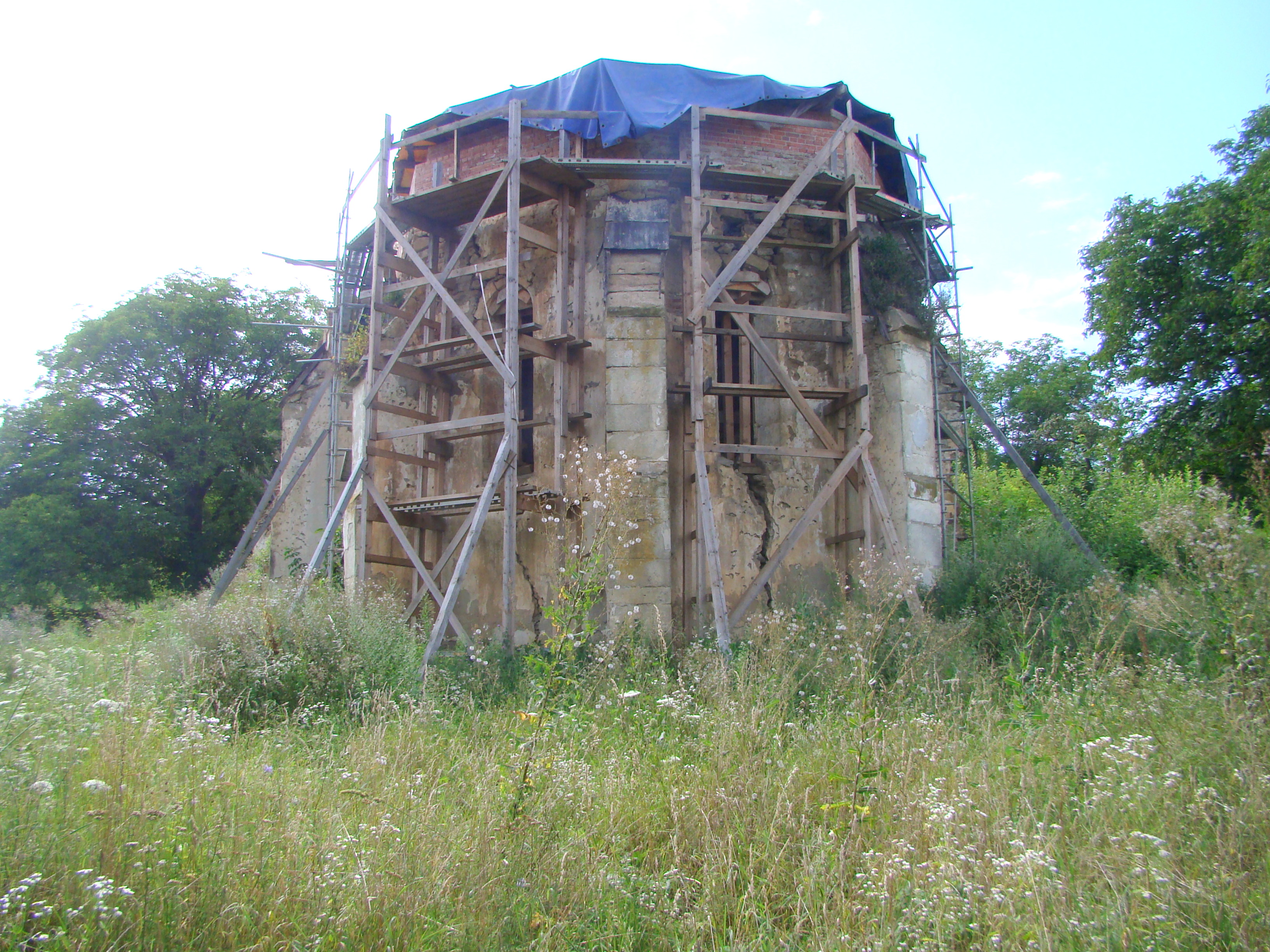
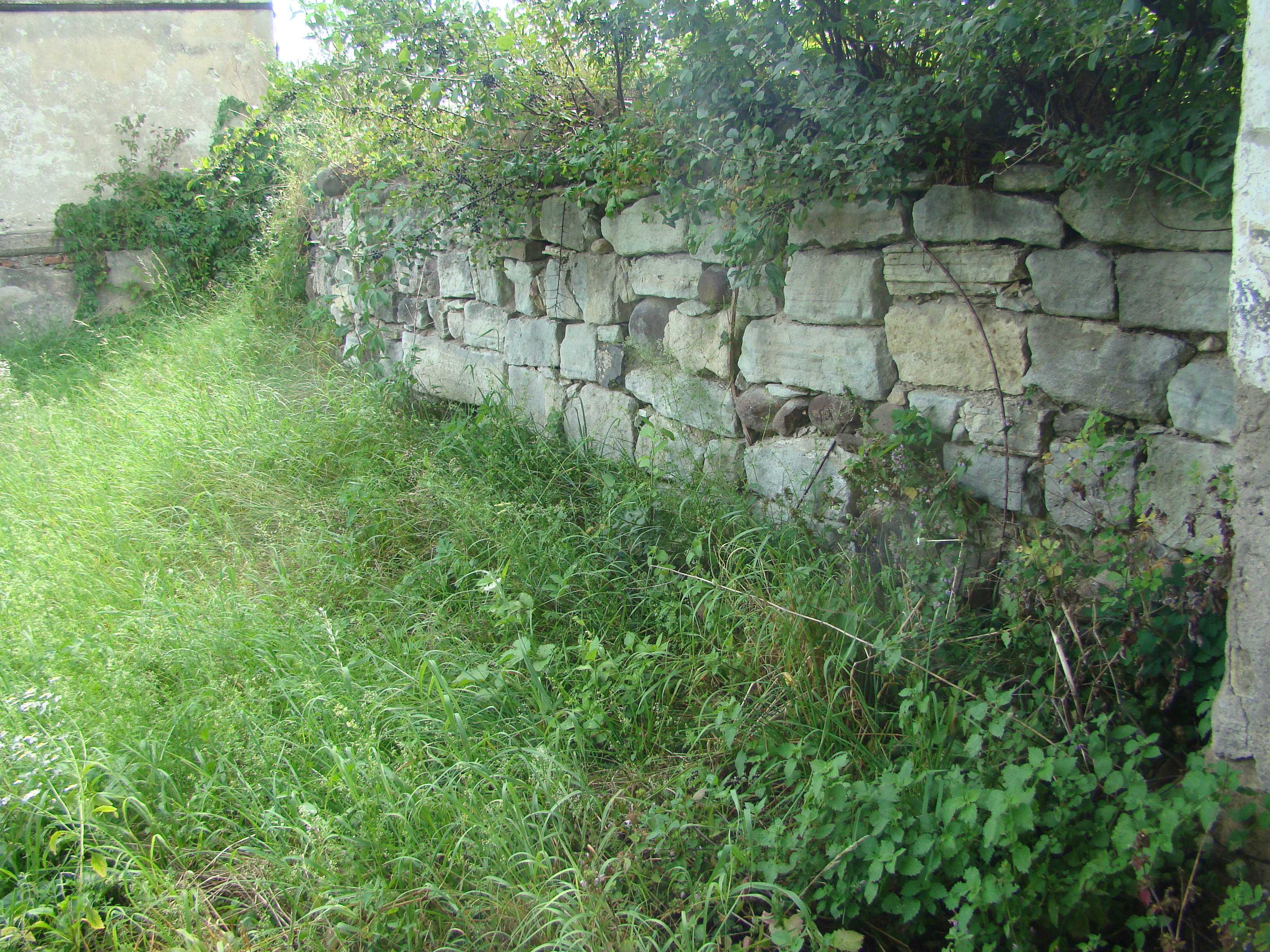
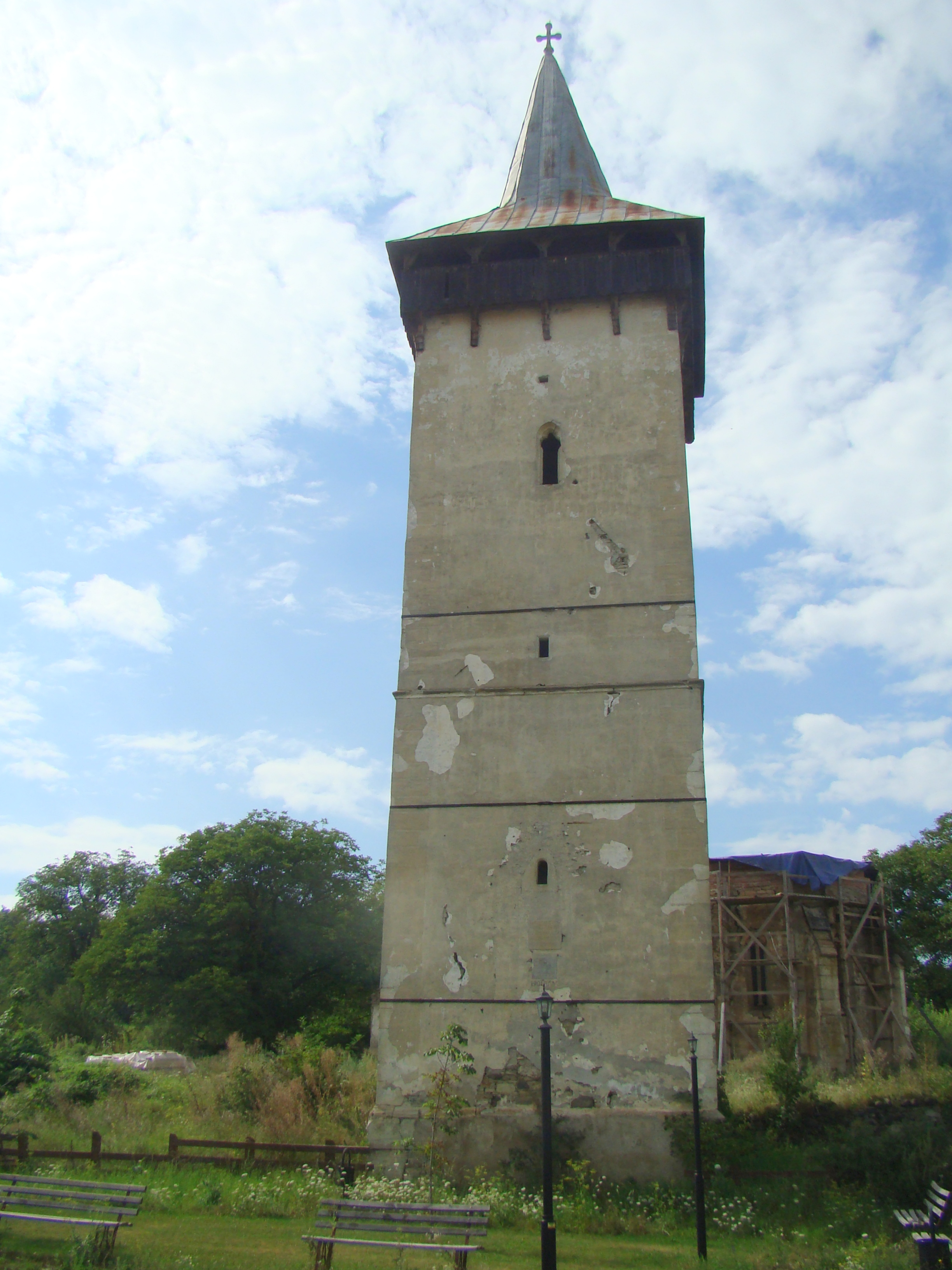